# Batalla de Farsalia
La batalla de Farsalia fue un enfrentamiento decisivo de la segunda guerra civil de la República romana. El 9 de agosto del 48 a. C. en Farsalia, en Grecia central, Cayo Julio César y sus aliados formaron frente al ejército republicano bajo el mando de Cneo Pompeyo Magno. Pompeyo tenía el respaldo de una mayoría de senadores, de los cuales muchos eran optimates, pero su ejército era de inferior calidad a las legiones de veteranos de César. La batalla suele ser considerada decisiva para el fin de la República y el inicio del Imperio romano.

## Antecedentes
Una disputa entre César y el Senado de Roma culminó en la marcha de su ejército hacia Roma, obligando a Pompeyo y gran parte del Senado romano a huir de Italia a Grecia en el año 49 a. C., donde mejor podía reclutar un ejército para enfrentarse a su antiguo aliado. César, a falta de una flota, consolidó su control sobre el Mediterráneo occidental —Hispania específicamente— antes de conseguir barcos para perseguir a Pompeyo. Pompeyo había nombrado a Bíbulo para cuidar a su flota de 600 buques y para establecer un bloqueo masivo, con órdenes de impedir que César cruzara a Grecia y evitar que recibiera ayuda desde Italia. César desafió las convenciones y se le ocurrió un plan para cruzar el Adriático durante el invierno y con solo la mitad de los barcos necesarios. Este movimiento sorprendió a Bíbulo y la primera ola de los buques gestionados pudo romper el bloqueo con facilidad. Aunque Bíbulo logró evitar que los otros buques cruzaran el Adriático, murió poco después, presumiblemente de agotamiento.
César estaba en una posición extrema, con una cabeza de playa en Epiro, con solo la mitad de su ejército, unos 30 000 hombres, sin capacidad para abastecer a sus tropas por mar, y el apoyo local limitado porque las ciudades griegas eran en su mayoría leales a Pompeyo. La única opción de César era fortalecer su posición, conseguir todos los suministros posibles y esperar a que el resto de su ejército intentara otro cruce.
Pompeyo ya tenía un gran ejército muy variado y numeroso, unos 100 000 hombres entre reclutas y aliados, sin embargo, sus tropas eran en su mayoría reclutas novatos y los soldados de César eran veteranos endurecidos. Al darse cuenta de la dificultad de César para mantener los suministros de sus tropas, Pompeyo decidió simplemente dejar que el hambre destruyera a su enemigo sin luchar. César comenzó a desesperarse y utilizar todos los canales que se le ocurrieron para buscar la paz con Pompeyo. Cuando esto fue rechazado, hizo un intento de cruzar de nuevo a Italia para recoger a las tropas que faltaban, pero fue rechazado por una tormenta. Finalmente Marco Antonio logró romper el bloqueo y llegar a Grecia con 20 000 hombres de refuerzo. Entonces, con todas su fuerzas, César se sintió preparado para enfrentarse a Pompeyo.
Pompeyo acampó en una posición fuerte al sur de Dirraquium con el mar a su espalda y rodeada de colinas para hacer imposible un asalto directo. César ordenó construir una cerca alrededor de la posición de Pompeyo con el fin de cortar por tierra su acceso al agua y el pasto para sus caballos. Pompeyo construyó un muro paralelo y en medio de una especie de tierra de nadie, se había creado una lucha muy similar a la guerra de trincheras de la Primera Guerra Mundial. Por último, el enfrentamiento acabó debido a que un traidor al ejército de César informó a Pompeyo de un punto débil en la cerca de César. Pompeyo inmediatamente aprovechó esta información y forzó al ejército de César en un ataque general, pero ordenó a su ejército no perseguirlo por temor a la reputación de César en el establecimiento de trampas elaboradas. Pompeyo continuó con su estrategia de agotar a las fuerzas de César y evitar enfrentamientos directos. Después de cercar en Tesalia a César, los senadores prominentes en el campo de Pompeyo comenzaron a discutir pidiendo una victoria decisiva. Aunque Pompeyo estaba fuertemente en contra de ella finalmente cedió y aceptó la batalla de César en un campo cerca de Farsalia. De hecho, Enobarbo lo llamó Agamenón, «rey de reyes», porque lideraba personajes que se consideraban a sí mismos reyes.

## Fuerzas enfrentadas
En sus Comentarios sobre la guerra civil, César atribuye a Pompeyo 110 cohortes (algunas formados por soldados hispanos llevados por Afranio y que combatían como infantería pesada) aunque dejó como guarnición del campamento a 22 durante la batalla, unos 47 000 hombres al mando de Publio Cornelio Léntulo Espínter (ala derecha), Metelo Escipión (centro), Lucio Domicio Enobarbo (ala izquierda) y Tito Labieno (caballería). Solo 2000 eran veteranos.
El propio César contaría con 80 cohortes, muy mermadas a causa de los múltiples combates en que habían participado, pero también muy experimentadas, y que totalizarían 22 000 hombres, magníficamente dirigidas por Marco Antonio (ala izquierda), Cneo Domicio Calvino (centro) y Publio Cornelio Sila (ala derecha). El ejército de César se componía de las siguientes legiones, las veteranas de la guerra de las Galias X, VIII, IX, XII y las recién creadas I, III y IV. El día de la batalla César dejó 2000 veteranos en el campamento.
La disparidad en caballería sería aún mayor, con 6700 jinetes pompeyanos frente a apenas 1000 cesarianos, de los cuales unos 600 serían galos —probablemente heduos— y unos 400 ubios germanos, además de la escolta personal de César, compuesta por jinetes hispanos.
Para Delbrück, si bien es cierta la ventaja de los pompeyanos, las proporciones que da César, teniendo en cuenta el desarrollo de la batalla, son exageradas, sobre todo en caballería. Unas cifras más próximas a la realidad podrían ser 40 000 infantes pompeyanos —con unos 5000 infantes auxiliares reclutados en Hispania y otros 4200 aliados— frente a 30 000 cesarianos —incluidos 7000 aliados—, y 3000 jinetes pompeyanos frente a 2000 cesarianos.
Sin embargo, el ejército cesariano tenía como ventajas sobre el pompeyano el hecho de que sus legiones fueran tropas veteranas, destacadas por la conquista de las Galias, las expediciones a Britania y Germania y la campaña de Ilerda, acostumbradas a las duras condiciones de vida y a la ferocidad de los combates cuerpo a cuerpo. En cambio los legionarios de Pompeyo eran jóvenes recién reclutados por el Senado con poca o ninguna experiencia previa de combate. 
Otra diferencia era el mando. Los legionarios de César le eran absolutamente leales y su comandante poseía un gran carisma con el que podía lograr la fidelidad de sus tropas. Mientras que Pompeyo no poseía una conexión con sus tropas ya que además de haber sido recién reclutadas, el mismo comandante llevaba más de una década retirado de los campos de batalla tras licenciar a su antiguo ejército, lo que contrasta también con el hecho de que la fama de César como general exitoso era reciente y eso influía en sus legiones y las de su enemigo. 
Otro factor que favoreció a César fue el hecho que la falta de suministros y el aislamiento al que estaban sometidas las tropas cesarianas no les dejaba más opciones que la victoria o la muerte, al contrario que el adversario que sí tenía la huida como opción razonable de supervivencia. 
El reducido espacio del campo de batalla también favoreció a César ya que impidió a Pompeyo aprovechar mejor su superioridad numérica, es posible que la presión ejercida por los senadores para acabar rápidamente con César le impidiera buscar un mejor escenario, debilitar aún más a su enemigo o reclutar más hombres ya que es posible que por su vasta experiencia conociera sus propias desventajas.

## La batalla

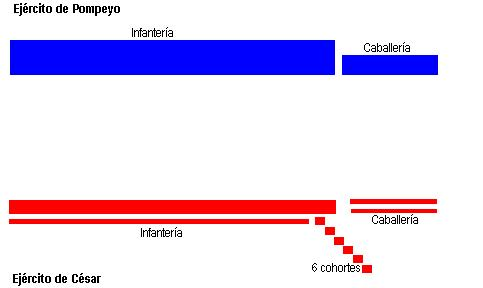
Despliegue inicial.

Los dos ejércitos apoyaron uno de sus flancos en un arroyo y en el otro concentraron toda su caballería. Sin embargo, las ideas de los comandantes sobre el desarrollo de la batalla difieren sustancialmente, y aquí es donde puede verse el genio de César. Pues mientras Pompeyo intentará vencer con su superioridad numérica, César, previendo ese movimiento, planea realizar una eficaz defensa, derrotar a la caballería enemiga y contraatacar, a su vez por el flanco.

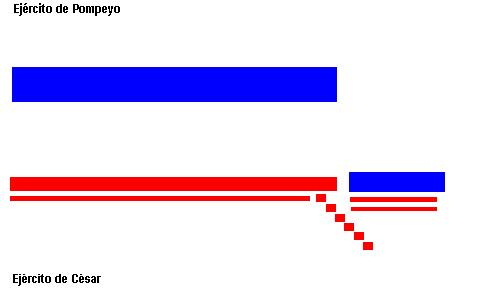
Ataque de la caballería pompeyana.

Para ello, César decide reforzar su caballería con infantería, dispone seis de sus más experimentadas cohortes formando una línea oblicua en el flanco, justo detrás de su línea principal, y mantiene además otras en reserva. Esto debilita bastante el centro del ejército, pero César confía en que sus veteranos aguanten el empuje del rival. La disposición inicial de estas cohortes escapaba a la visión de Pompeyo, por lo que su actuación sería sorpresiva.

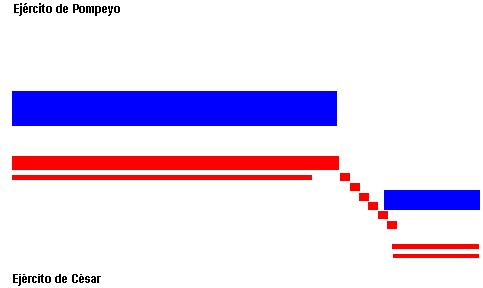
Contraataque de las cohortes cesarianas.

La batalla se inicia con las dos fuerzas aproximándose lentamente, pues para los planes de ambos bandos es importante que la batalla en el centro no se inicie rápidamente. La caballería pompeyana se lanza al ataque, según lo previsto, pero ante su acometida la cesariana se retira, en una fingida huida que no tiene más objetivo que atraer a la entusiasmada caballería enemiga hacia las cohortes bien pertrechadas para combatirlas.

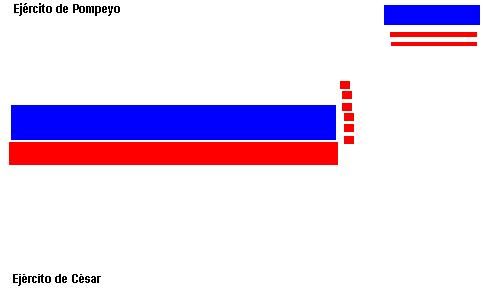
Huida de la caballería pompeyana y ataque por el flanco al cuerpo principal.

Acto seguido, las cohortes del flanco comienzan a maniobrar haciendo huir a la caballería pompeyana y atacando el flanco enemigo. En este momento, los legionarios de ambos bandos ya han entrado en contacto, y César ordena a su reserva que refuerce el centro del ejército. Atacados por dos sitios, el ejército pompeyano empieza a desmoronarse por el flanco. Mientras la caballería cesariana persigue a su rival fuera del campo de batalla. Viendo que la batalla está perdida, Pompeyo se retira al campamento.

## Resultado de la batalla
César escribe en sus Comentarios que en las dos horas que duró la batalla tuvo 200 bajas entre los legionarios y 30 entre los centuriones, (sin contar las bajas causadas a sus tropas auxiliares y a la caballería aliada) y que su enemigo unas 15 000. Es muy posible que las bajas totales de César alcanzaran los 1200 hombres. Es fácil explicar este desfase en la pérdida de hombres, si tenemos en cuenta que las tropas de Pompeyo combatieron sin orden ni concierto contra las sólidas cohortes de César formadas en orden de batalla. Los supervivientes del ejército pompeyano, entre unos 23 000 y 24 000, se rindieron a la mañana del día siguiente.
La cifra de los centuriones de César muertos en esta batalla, de los que César destaca su valor, fue muy alta en proporción con los legionarios muertos. Entre estos se encontraba Cayo Crastino, a quien César rindió especiales honores funerarios.

## Consecuencias
Pompeyo huyó de Farsalia a Egipto, donde fue asesinado por orden del faraón Ptolomeo XIII. Curiosamente, Ptolomeo XIII envió la cabeza de Pompeyo a César, en un esfuerzo para ganar su favor, pero en su lugar se aseguró un enemigo furioso. Ptolomeo, aconsejado por su regente, el eunuco Potino, y su retórico tutor Teodoto de Quíos, no tuvo en cuenta que César le concedió la amnistía a un gran número de sus enemigos tras su derrota. Incluso a los hombres que habían sido sus enemigos acérrimos se les permitió no solo volver a Roma, sino que asumir sus posiciones anteriores en la sociedad romana.
Farsalia puso fin a la guerra entre el Primer Triunvirato pero no a la guerra civil entre romanos, poniendo fin a las esperanzas de los cesarianos de una victoria rápida. Dos hijos de Pompeyo, Cneo y Sexto, y la facción pompeyana, dirigida ahora por Metelo Escipión y Catón, quienes sobrevivieron y lucharon por su causa en el nombre de Pompeyo el Grande. César pasó los próximos años acabando con los restos de la facción senatorial, pero como reflexionó Cicerón después de Tapso, la superioridad militar la había ganado César en Farsalia irrevocablemente. Además, el mando senatorial (incluido Pompeyo) se había desacreditado al abandonar al ejército a su suerte.
Después de destruir a todos sus enemigos y llevar la paz a Roma, fue asesinado por sus amigos en una conspiración organizada por Marco Junio Bruto y Cayo Casio Longino.
Relacionado con la batalla fue el plan de César de lanzar una campaña de castigo contra Berebistas por su apoyo a Pompeyo, en el año 44 a. C. había reunido 16 legiones y 10 000 jinetes con el objetivo de atacar Dacia pero la campaña no se llevó a cabo por su asesinato.

### Clásicos
- Cayo Julio César. De Bello Civili (Comentarios sobre la Guerra Civil). Libro III. IMPERIVM ROMANVM - Directorio de Textos Clásicos

### Modernos
- Batstone, William Wendell & Cynthia Damon (2006). Caesar's Civil War. Oxford University Press. ISBN 9780198036975.
- Blázquez, José María (2003). Trajano. Editorial Ariel. ISBN 9788434467002.
- Bunson, Matthew (2009) [1994]. Encyclopedia of the Roman Empire. Nuevo York: Infobase Publishing. ISBN 978-1-43811-027-1.
- Davis, Paul K. (1999). 100 Decisive Battles from Ancient Times to the Present: The World’s Major Battles and How They Shaped History. Oxford: Oxford University Press. ISBN 978-1-57607-075-8.
- Delbrück, Hans (1990). History of the Art of War. Ancient Warfare. Tomo I. University of Nebraska Press. Traducción alemán-inglés de Walter J. Renfroe. ISBN 9780803291997.
- Gelzer, Matthias (1968). Caesar: Politician and Statesman. Harvard University Press. Traducción alemán-inglés de Peter Needham. ISBN 9780674090019.
- Keppie, Lawrence (1998) . The making of the Roman Army: from Republic to Empire. University of Oklahoma Press. ISBN 9780806130149.
- Marin, Pamela (2009). Blood in the Forum: The Struggle for the Roman Republic. Londres; Nueva York: A&C Black. ISBN 978-1-84725-167-1.
- Potter, David Stone (2004). The Roman Empire at Bay, AD 180-395. Psychology Press. ISBN 9780415100571.
- Sheppard, Si (2009) [2006]. César contra Pompeyo. Farsalia. Traducción inglés-español de Eloy Carbó Ros. Barcelona: Osprey Publishing. ISBN 978-84-473-6379-7.